# Jan Bogusław Niemczyk
Jan Bogusław Niemczyk (ur. 7 lutego 1926 r. w Krakowie, zm. 25 grudnia 1990 r.) – ksiądz Kościoła Ewangelicko-Augsburskiego w Polsce, biblista, profesor nauk teologicznych, w latach 1980-1987 rektor Chrześcijańskiej Akademii Teologicznej w Warszawie.

## Życiorys
Był synem ks. Wiktora Niemczyka. Ukończył studia teologiczne na Wydziale Teologii Ewangelickiej Uniwersytetu Warszawskiego. Od 1966 był kierownikiem Katedry Języka Greckiego i Wiedzy Nowotestamentowej w Sekcji Teologii Ewangelickiej Chrześcijańskiej Akademii Teologicznej w Warszawie. W 1980 uzyskał tytuł profesora nadzwyczajnego. W latach 1980–1987 był rektorem ChAT.
Miał żonę Hannę Krakowiak, syna Pawła i córkę Zuzannę.

## Wybrane publikacje
- Kompendium wstępu do Starego Testamentu, Wydawnictwo ChAT, Warszawa 1973.
- Apostoła Pawła list do Rzymian. Komentarz, Wydawnictwo Zwiastun, Warszawa 1978.
- Dzieje ludów biblijnych w zarysie (współautor: Alfred Tschirschnitz), Wydawnictwo ChAT, Warszawa 1978.

## Bibliografia

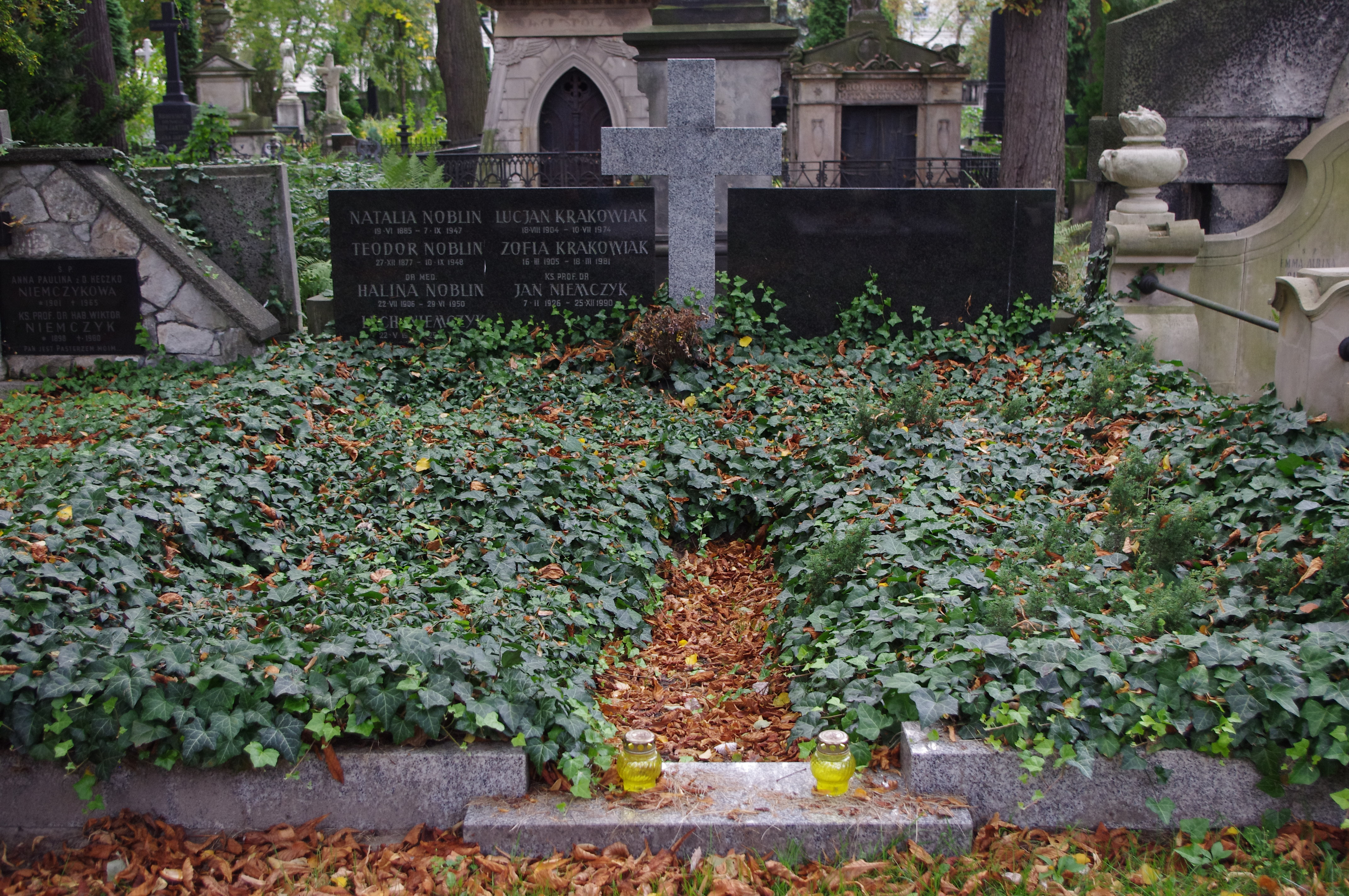
Grób ks. Jana Bogusława Niemczyka na Cmentarzu ewangelicko-augsburskim w Warszawie
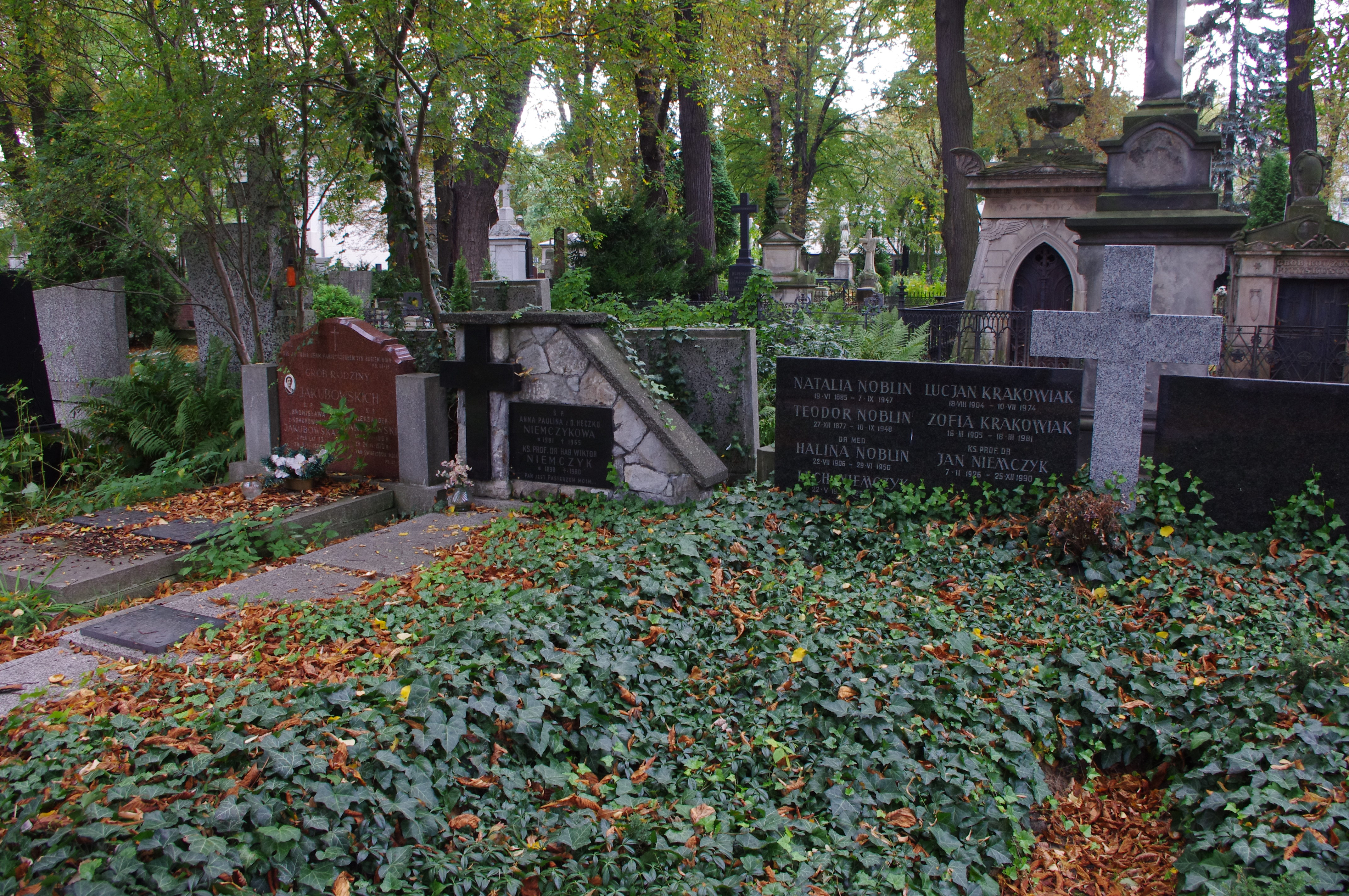
Grób ks. Jana Bogusław Niemczyka z widocznym obok grobem ks. Wiktora Niemczyka na Cmentarzu ewangelicko-augsburskim w Warszawie
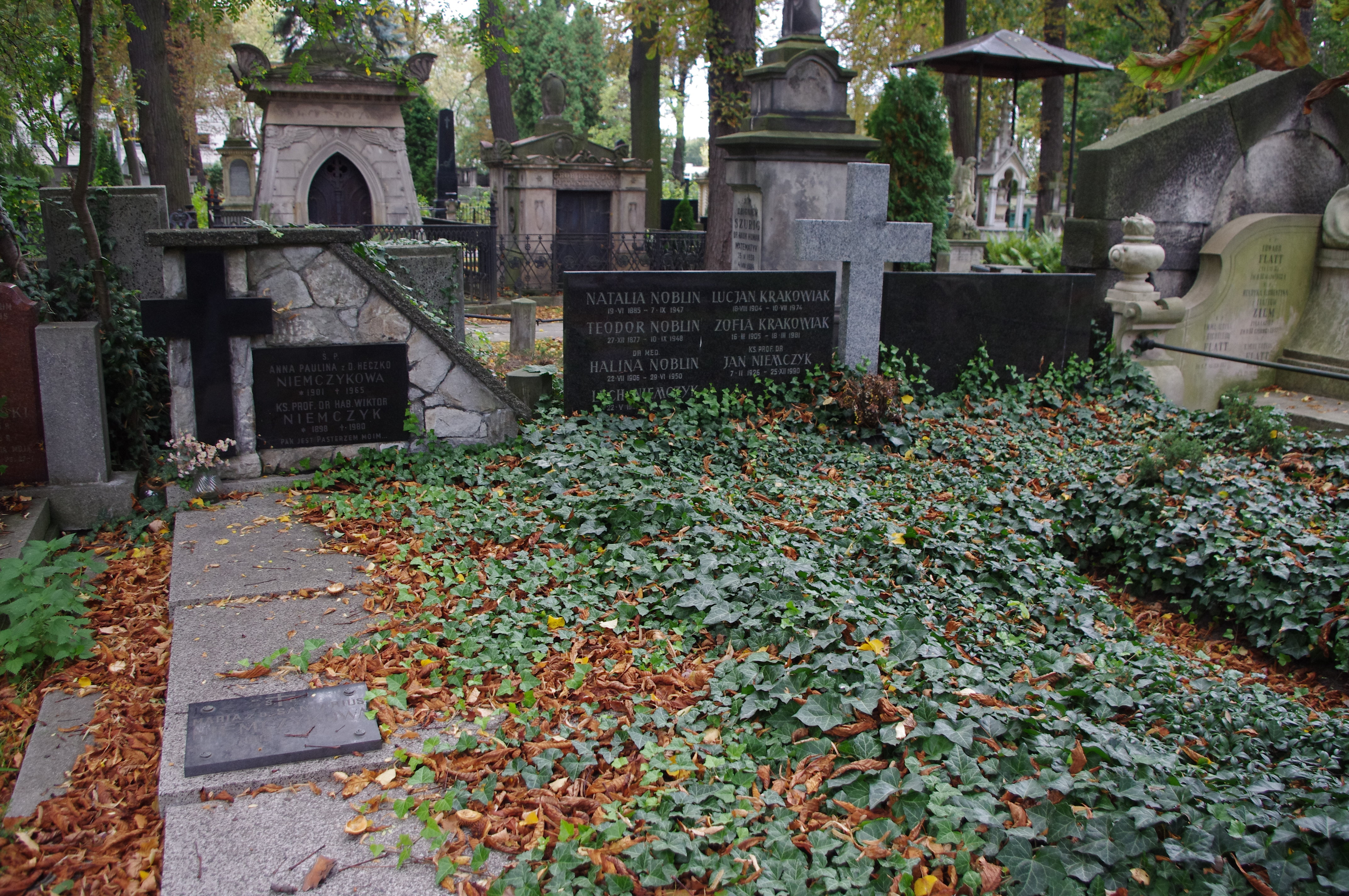
Grób ks. Wiktora Niemczyka, z widocznym obok grobem ks. Jana Bogusław Niemczyka na Cmentarzu ewangelicko-augsburskim w Warszawie